# Adrian Smith (Architekt)

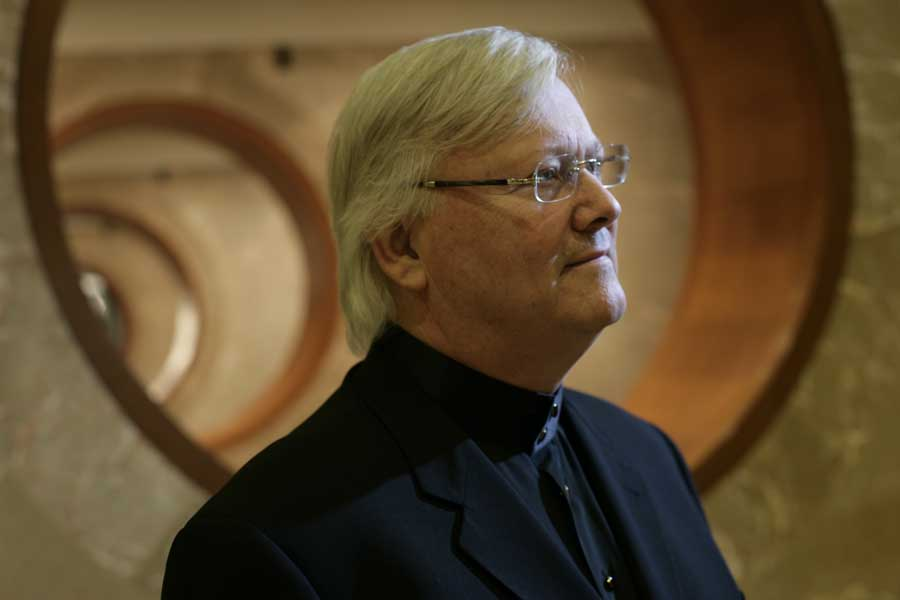
Adrian Smith (2006)

Adrian Smith (* 19. August 1944 in Chicago, Illinois) ist ein US-amerikanischer Architekt. Zu seinen Arbeiten zählt unter anderem der Burj Khalifa, welcher mit einer Höhe von 828 Metern das höchste Gebäude der Welt ist.
Smith studierte an der University of Illinois in Chicago und erhielt dort 1969 seinen Bachelor of Architecture.
Von 1968 arbeitete er fast vier Jahrzehnte lang für das Büro Skidmore, Owings and Merrill, zuletzt als Partner, bis er 2006 mit Gordon Gill und Robert Forest ein eigenes Büro gründete.